# Congoglanis inga
Congoglanis inga és una espècie de peix pertanyent a la família dels amfílids i a l'ordre dels siluriformes.

## Etimologia
Congoglanis prové de Congo (el nom tradicional per a l'àrea equatorial compresa entre el golf de Guinea i els Grans Llacs d'Àfrica) i del mot grec glanis (peix gat), mentre que inga fa referència a l'indret on es troba: les cascades Inga.

## Descripció
El seu cos (una mica allargat, robust i gairebé cilíndric des del cap fins a l'origen de l'aleta anal) fa 11,1 cm de llargària màxima. Regió abdominal lleugerament aplanada. Altura i amplada màximes del cos situades en l'origen de l'aleta dorsal. Pell suau i ferma. Cap espina i 7-8 radis tous a l'aleta dorsal. Cap espina i 10-11 radis tous a l'aleta anal. Aleta caudal força bifurcada, asimètrica i amb el lòbul ventral més allargat i ample que el dorsal. Presència d'aleta adiposa. Peduncle caudal relativament curt, gruixut, comprimit i gairebé tan ample com alt a l'extrem de la base de l'aleta anal. 35-37 vèrtebres. Línia lateral completa i seguint la superfície mitjana lateral del cos. Boca subterminal, petita, ovoide quan és oberta, amb el llavi superior carnós i l'inferior ferm i llis. La coloració del cos és, generalment, marró fosc amb algunes àrees més clares. Mostra sis taques clares distribuïdes en horitzontal al llarg de la part dorsolateral del cos. Es diferencia de Congoglanis sagitta per tindre les barbetes sensorials maxil·lars més allargades, el peduncle caudal més alt i menys esvelt, les aletes pelvianes més llargues, l'aleta anal situada més cap enrere, els radis de l'aleta anal més llargs i menys vèrtebres (35-37 vs. 39-41); i de Congoglanis alula per posseir les barbetes maxil·lars més llargues, les aletes pelvianes més curtes, una major longitud postorbital (32-35% de la llargària del cap vs. 27-31%), una major amplada interorbitària (2 vegades el diàmetre dels ulls vs. 1,5 vegades) i els radis de l'aleta anal més allargats.

## Hàbitat i distribució geogràfica
És un peix d'aigua dolça, demersal i de clima tropical (5°S-6°S, 13°E-14°E), el qual viu a Àfrica: és un endemisme dels fons rocallosos dels voltants de la presa Inga I (conca inferior del riu Congo) a la República Democràtica del Congo.

## Observacions
És inofensiu per als humans i el seu índex de vulnerabilitat és baix (10 de 100).